# Novatus Miroshi
Novatus Miroshi, né le 2 septembre 2002 à Tanga en Tanzanie, est un footballeur international tanzanien qui joue au poste d'arrière gauche au Göztepe SK.

## Biographie

### Carrière en club

#### Maccabi Tel-Aviv et Beitar Tel-Aviv
Né à Tanga, Novatus Miroshi est formé au club de l'Azam FC, club phare de son pays. Cependant, c'est en Israël, qu'il signe son premier contrat professionnel au sein du Maccabi Tel-Aviv FC. Ne jouant aucun match, il se voit prêté la saison suivante au Beitar Tel-Aviv, club de deuxième division. Il joue son premier match professionnel le 1er octobre 2021 face à l'Hapoel Afula lors d'une victoire 1-0. Le 7 janvier 2022, il inscrit son premier but professionnel lors d'un match nul 3-3 face au H. Kvar Saba. Il terminera la saison avec 26 rencontres disputées pour un but inscrit.   

#### SV Zulte Waregem
Le 1er juillet 2022, il signe au SV Zulte Waregem. Il joue son premier match sous ses nouvelles couleurs le 23 juillet 2022 lors d'une victoire 2-0 face au RFC Seraing comptant pour la Jupiler Pro League. 

### Carrière internationale
Le 2 septembre 2021, il joue son premier match international avec la Tanzanie face à la République démocratique du Congo. Comptant pour les éliminatoires de la Coupe du monde 2022, ce match finira sur un score nul de 1-1.